# SCU Torreense (női csapat)
Az SCU Torreense Feminino Torres Vedras sportegyesületének női labdarúgó szakosztálya, amely a portugál élvonalban szerepel.

## Játékoskeret
2023. január 25-től
| #  |     | Poszt | Név               |
| -- | --- | ----- | ----------------- |
| 1  | POR | K     | Ana Oliveira      |
| 22 | CAN | K     | Lysianne Proulx   |
|    | POR | K     | Maria Gomes       |
| 2  | POR | V     | Sara Teixeira     |
| 7  | BRA | V     | Rafaela Sudré     |
| 11 | POR | V     | Nicole Araújo     |
| 12 | USA | V     | Ellie Walker      |
| 13 | BRA | V     | Jamille           |
| 16 | POR | V     | Márcia Duarte     |
| 27 | POR | V     | Matilde Figueiras |
| 29 | POR | V     | Jéssica Pacheco   |
| 3  | CAN | KP    | Samantha Chang    |
| 5  | ESP | KP    | Ariadna Cerezuela |
| 8  | POR | KP    | Angeline da Costa |
| 10 | POR | KP    | Rita Coutinho     |

| #  |     | Poszt | Név                                        |
| -- | --- | ----- | ------------------------------------------ |
| 21 | POR | KP    | Inês Silva                                 |
| 24 | POR | KP    | Clara Nóbrega                              |
| 77 | POR | KP    | Nadine Cordeiro                            |
| 91 | CPV | KP    | Eleia Vieira                               |
|    | ESP | KP    | Andreia Ferreira                           |
| 6  | SVN | CS    | Sara Ketiš                                 |
| 9  | POR | CS    | Paloma Lemos                               |
| 16 | POR | CS    | Jassie Vasconcelos                         |
| 17 | POR | CS    | Neuza Besugo                               |
| 18 | POR | CS    | Ana Rocha                                  |
| 19 | USA | CS    | Morgan Turner                              |
| 20 | CPV | CS    | Irlanda Lopes                              |
| 88 | POR | CS    | Maria Malta                                |
|    | POR | CS    | Lara Pintassilgo (kölcsönben a Benficától) |

## Korábbi híres játékosok
| - Vanessa Antunes - Priscila Campota - Solange Carvalhas - Raquel Ferreira - Cristiana Garcia - Beatriz Guerreiro - Iva Moirinho - Patrícia Nel - Jéssica Pastilha - Tânia Rodrigues - Cláudia Santos - Tita | - Carlyn Baldwin - Aryana Harvey - Diovanna - Fátima Dutra - Nathália Rodrigues - Taty - Valéria de Lima - Chandra Davidson - Caroline Kehrer - Andrea Mirón - Daniuska Rodríguez - Manaus |

## Sikerek
- Portugál másodosztályú bajnok (1):
  - 2020